# Rewolta w Albanii (1844)
Rewolta w Albanii 1844 (alb. Kryengritja e Dervish Carës) – szereg wystąpień o charakterze antyosmańskim, do których doszło w Kosowie i we wschodniej Albanii u schyłku 1843 i w 1844.

## Przebieg wydarzeń
W 1843 władze osmańskie rozpoczęły realizację reform Tanzimatu na ziemiach zamieszkanych przez Albańczyków. Oznaczało to w praktyce podwyższenie zobowiązań podatkowych i zwiększenie świadczeń wojskowych. Do pierwszych starć ludności albańskiej z urzędnikami tureckimi doszło latem 1843 na targu w Prizrenie. Kiedy pod koniec roku jednostki osmańskie podjęły próbę rekrutacji Albańczyków do armii wybuchł otwarty bunt. Powstanie, na czele którego stanął dezerter z armii osmańskiej Dervish Cara ogarnęło okolice Skopje i Tetowa. Poszczególnymi oddziałami powstańczymi dowodzili Emin Xhambazi, Sulejman Toli i Ymer Presheva. Sztab powstańczy ulokował się w Gostiwarze. Na początku stycznia 1844 powstańcy opanowali Tetowo, a w lutym 1844 siły powstańcze liczące ponad 10 000 ludzi wkroczyły do Skopja. Tam też powstała rada naczelna powstania, a emisariusze zostali skierowani do Kosowa, aby agitować za rozszerzeniem powstania. Wiosną powstańcy opanowali Peje, Gjakove i Prizren, docierając do Szkodry. Spod władzy osmańskiej wyzwolono większość obszaru Kosowa. Zamknięte w twierdzach garnizony osmańskie nie prowadziły w tym czasie efektywnych działań przeciwko powstańcom.
W maju 1844 Porta skierowała do stłumienia powstania siły liczące 32 000 żołnierzy, pod dowództwem Omera Paszy. Punktem koncentracji oddziałów osmańskich stał się Monastir, skąd ruszyły w kierunku zachodniej Macedonii. Oddziały osmańskie wspierały oddziały nieregularne, rekrutowane spośród klanów północnej Albanii. Kluczowe znaczenie miała bitwa na przełęczy Katllanova (18 maja), w czasie której Turcy dysponujący artylerią przełamali pozycje albańskie. Zwycięstwo otworzyło oddziałom Omera Paszy drogę do Skopja. Do końca czerwca likwidowano ostatnie ogniska powstańcze, aresztując jego uczestników. Dervish Cara i 28 innych uczestników powstania stanęło przed sądem, który skazał ich na karę śmierci. Karę tę zamieniono z czasem na dożywotnie więzienie.